# Ariana Grande: Excuse Me, I Love You
Ariana Grande: Excuse Me, I Love You (en español: Ariana Grande: Disculpa, Te Amo, ambos estilizados en mayúsculas) es una película biográfica estadounidense de 2020 sobre el desarrollo de los conciertos que protagoniza Ariana Grande en el escenario y detrás de escena durante la gira Sweetener World Tour en 2019.
La película fue lanzada el 21 de diciembre de 2020 en Netflix, un año después del final de la gira. El lanzamiento de la película está precedido por el álbum en vivo K Bye For Now (SWT Live) (2019), que incluye grabaciones de audio del Sweetener World Tour.

## Antecedentes
El 8 de diciembre de 2020, Grande comentó de una próxima película de concierto con tres twets publicados a través de su cuenta de Twitter. El 9 de diciembre de 2020, Grande se dirigió a su cuenta de Twitter para confirmar una próxima película de concierto con el servicio de transmisión Netflix, al tiempo que confirmó la fecha de lanzamiento del 21 de diciembre de 2020. El 10 de diciembre de 2020, se lanzó el avance oficial de Excuse Me, I Love You en Netflix y, posteriormente, en su canal de Twitter, Instagram y YouTube. El 14 de diciembre, Netflix anunció que habría imágenes de perfil de Grande disponibles para los usuarios de Netflix junto con el lanzamiento de la película.

## Producción
Excuse Me, I Love You fue dirigida por Alonso y producida por la propia Grande y Scooter Braun, Allison Kaye, Scott Manson para SB Projects y Jesse Ignjatovic y Evan Prager para Den of Thieves. Simon Fisher, Liz Garbus y Dan Cogan producirán, y Paul Dugdale, Ray Rock y James Shin serán coproductores ejecutivos.

### Repertorio de canciones utilizada
- "Raindrops (An Angel Cried)"
- "God Is a Woman"
- "Bad Idea"
- "Break Up with Your Girlfriend, I'm Bored"
- "R.E.M." (acortada)
- "Be Alright"
- "Sweetener" (acortada)
- "Side to Side"
- "7 Rings"
- "Love Me Harder" (acortada)
- "Breathin"
- "Needy"
- "Make Up"
- "Right There" (acortada)
- ¨"You'll Never Know" (acortada)
- "Break Your Heart Right Back" (acortada)
- "NASA"
- "Tattooed Heart"
- "Everytime" (acortada)
- "The Light Is Coming" (acortada)
- "Into You" (acortada)
- "Dangerous Woman"
- "Break Free" (acortada)
- "No Tears Left to Cry"
- "Thank U, Next"